# Monte Tambuyukon
Il monte Tambuyukon (in malese Gunung Trusmadi) è una montagna che sorge nello stato di Sabah, Malaysia. È la terza montagna più alta della Malesia con 2579 m di altezza.